# Emil Hübner
Ernst Willibald Emil Hübner, född den 7 juli 1834, död 21 februari 1921, var en tysk klassisk filolog, son till Julius Hübner.
Hübner blev professor i Berlin 1863. Han var en framstående epigrafiker med verk som Exempla scripturæ epigraphicæ latinæ (1885) och Römische Epigraphik (1888). Hübner redigerade tidskriften Hermes 1866–1881 och Archäologische Zeitung 1868–1873. Han var medarbetare i Corpus Inscriptionum Latinarum.